# Aoroides spinosus
Aoroides spinosus är en kräftdjursart som beskrevs av Chris Conlan och Edward Lloyd Bousfield 1982. Aoroides spinosus ingår i släktet Aoroides och familjen Aoridae. Inga underarter finns listade i Catalogue of Life.